# Эде
Эде́ (раде) (вьет. Ê Đê, самоназвание — «люди, живущие в зарослях бамбука») — народ группы тхыонгов во Вьетнаме (горные области провинций Даклак, Зялай, Контум, Кханьхоа и Фуйен) и Камбодже (провинция Ратанарики). На 2019 год численность народа эде во Вьетнаме составляла около 399 тыс. человек, из них 354 тыс. — сельское население.
Субэтнические группы: эде адхам, эде кпа, эде крунг, эде длие, эде руэ, эде мдхур, эде бло, эде ктул, эде бих — все они в настоящее время объединяются в единую общность. Основной язык — язык эде западно-австронезийской группы австронезийской семьи. Письменность существует с 1920-х годов на латинской основе.

## Традиционные занятия
Традиционные занятия народа эде — животноводство, ручное земледелие, собирательство, различные ремёсла (кузнечное, плетение, гончарство).

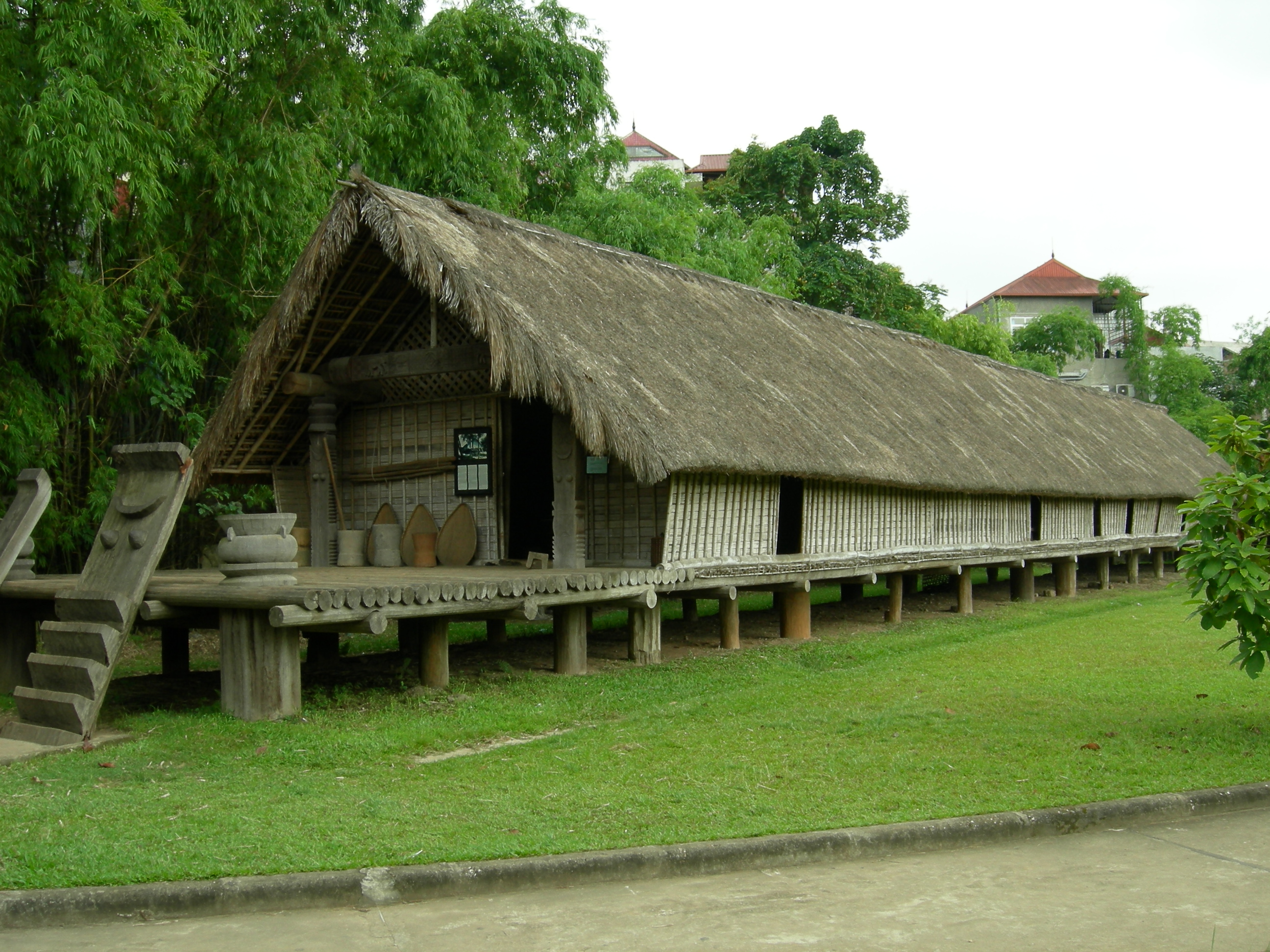
Длинный дом эде

## Жилище
Жилище у представителей народа эде каркасное, свайное, построенное из дерева. Очень часто встречаются длинные дома.

## Питание
Традиционная пища — растительная, мясо употребляют редко, только по праздникам. Широко распространено жевание бетеля и курение табака.

## Вероисповедание
Традиционные верования представителей народа эде — это анимизм. Богат музыкальный, песенный и танцевальный фольклор.

## Традиционная одежда
Традиционная мужская одежда —это набедренная повязка, которую по краям украшают вышивкой и бахромой, и куртка, которая застегивается спереди. На голове — повязка и круглая шляпа из пальмовых листьев. Женщины народа эде обычно носят длинную несшитую юбку с широкой вышитой каймой и глухого покроя вышитую кофту, браслеты, бусы, серьги.

## Семейная организация
Сохраняются большие семьи, обычаи сорората и левирата. Деревни (буон) возглавляются наследственными старостами (попинеа). Также до нынешних временен сохранились матрилинейные кланы, дуальная организация из экзогамных фратрий (ние и мло).